# Kostel svatého Jana Křtitele (Mnich)
Kostel svatého Jana Křtitele v Mnichu na Pelhřimovsku je farní kostel římskokatolické farnosti Mnich a kulturní památka České republiky. Památkově chráněn je celý areál, včetně okolního stále užívaného hřbitova.

## Historie
Kostel zde pravděpodobně stál již ve 13. století. Snad v 1. polovině 14. století pak byl tento kostel nově postaven, a to v gotickém slohu; z této stavby se zachoval presbytář. První písemná zmínka pochází z roku 1384. Ve 2. polovině 18. století prošel kostel pozdně barokní úpravou a dřevěná zvonice z roku 1693 byla nahrazena zděnou hranolovou věží.

## Popis
Presbytář má opěráky, je v něm kamenný gotický sanktuář. Raně barokní hlavní oltář pochází z roku 1691; oltářní obraz namaloval v roce 1871 Bedřich Kamarýt. Pozdně barokní boční oltáře a kazatelna pocházejí z 2. poloviny 18. století. V kostele je 12 kamenných náhrobníků z 16. a 17. století.